# 埃內斯托·佩雷斯·巴利亞達雷斯
埃內斯托·佩雷斯·巴利亚达雷斯·冈萨雷斯-雷维利亚（西班牙語：Ernesto Pérez Balladares González-Revilla；1946年6月29日—） 外号“公牛”(El Toro)，1994年—1999年担任巴拿马总统。
佩雷斯·巴利亚达雷斯在美国接受教育，在美国圣母大学和宾夕法尼亚大学沃顿商学院获得硕士学位。1971年到1975年他在城市银行巴拿马和中美洲分部任信贷官员。后成为巴拿马军方领袖奥马尔·托里霍斯的经济和财政部长；1979年3月参与创建民主革命党（PRD），1984年与新军方领袖曼努埃尔·诺列加发生冲突，在西班牙流亡几个月。1989年，他担任亲曼努埃尔·诺列加的总统候选人卡洛斯·杜克的竞选经理，同年美国入侵巴拿马推翻诺列加后，佩雷斯·巴利亚达雷斯一度被美军拘留和审讯，后来释放。1994年他作为民主革命党（PRD）候选人与阿努尔福党候选人米雷娅·莫斯科索和萨尔萨舞歌手鲁本·布拉德斯竞选总统，最终以33%的选票赢得了选举，9月1日正式就职。
任内他进行自由市场改革和政府服务私有化，加强与美国的亲密关系。1998年宪法公投失败后，次年他竞选连任失败，总统职务由米雷娅·莫斯科索接任。
2009年9月，检察机关对他在担任总统期间的腐败指控展开调查，12月28日他被逮捕，并于2010年10月被指控洗钱。2011年4月最高法院法官驳回对他的指控。2012年2月，佩雷斯·巴利亚达雷斯因诽谤审计官Alvin Weeden被处以3000美元的罚款或一年监禁。
巴利亚达雷斯妻子朵拉·博伊德(Dora Boyd de Pérez Balladares).